# 桜ほうさら
『桜ほうさら』（さくらほうさら）は、宮部みゆきの時代小説。2009年3月号から2012年10月号までPHP研究所刊の月刊文庫『文蔵』に連載されたのち、加筆・修正され2013年3月11日にPHP研究所から単行本が刊行された。
2015年12月15日にPHP文芸文庫版が上下2巻で発売された。
タイトルの『桜ほうさら』とは、山梨県の一部で使われる「いろいろあって大変だ」という意味の「ささらほうさら」に、物語の中で象徴的に使われる「桜」を絡めた造語である。
田舎者で心優しい古橋笙之介が、江戸の人々に助けられながら、父の無実を証明しようと奔走する姿を描いた時代ミステリー。
2014年1月1日にNHKでテレビドラマ化された。

## あらすじ
上総国搗根藩の古橋宗左右衛門の次男・古橋笙之介は、剣は弱いが学問は得意。藩校「月祥館」に通い、藩の祐筆役を務める加納家に入婿の話も進んでいた。笙之介の父・宗左右衛門は温和で実直な武士で、小納戸役を務めていたが、ある日突然賄賂を受け取った疑いをかけられる。動かぬ証拠とされたのは、宗左右衛門自身も驚くほどそっくりの手跡で書かれた偽文書だった。宗左右衛門の自刃で古橋家は断絶となり、藩の道場の師範代も努めていた長男・勝之介は蟄居の身となった。父の汚名をそそぎたい笙之介は、江戸深川の富勘長屋で写本の仕事で生計を立てながら、密かに事件の真相究明を探る。
符丁の謎解きに挑んだり、手習所の臨時の先生を頼まれたり、淡い恋もあったり。純朴な笙之介が、個性豊かで情に厚い江戸の人々に支えられながら徐々に事件の真相に迫って行く。

## 書籍情報
- 単行本：PHP研究所、2013年2月25日 ISBN 978-4-569-81013-3
- 文庫本：PHP文芸文庫、2015年12月15日 ISBN 978-4-569-76481-8（上） / ISBN 978-4-569-76482-5（下）

## 登場人物
古橋 笙之介（ふるはし しょうのすけ）
本作の主人公。上総国搗根藩の小納戸役を務める古橋宗左右衛門の次男坊。父の自刃の後、江戸深川の富勘長屋に住み、写本で生計を立てている。
気が弱く武術は苦手だが、手先が器用で書や絵が得意。温和な父が好き。

上総国搗根藩（かずさのくに とうがねはん）
古橋 勝之介（ふるはし かつのすけ）
笙之介の兄。父の自刃により蟄居している。剣術の達人。
古橋 宗左右衛門（ふるはし そうざえもん）
笙之介と勝之介の父。身に覚えの無い罪を着せられて切腹する。
里江（さとえ）
笙之介と勝之介の母。2度の離縁の過去があり、宗左右衛門とは3度目の婚姻になる。古橋家の再興を願っている。
佐伯 嘉門之助（さえき かもんのすけ）
藩校「月祥館（げっしょうかん）」の老師。搗根藩学問指南役。笙之介の師匠。
そえ
佐伯家の婢（はしため）。甲州韮崎生まれ。
千葉 有常（ちば ありつね）
搗根藩主。
坂崎 重秀（さかざき しげひで）
別名 東谷（とうこく） 搗根藩江戸詰留守居役。号は二心斎東谷（にじんさい とうこく）。
笙之介の後ろ盾。笙之介の母里江の、最初の夫の叔父。

富勘長屋
勘右衛門（かんえもん）
通り名 富勘（とみかん） 富勘長屋の差配人。
太一（たいち）
子供たちの大将格。笙之介のことを気遣っている。
おきん
太一の姉。笙之介に惚れている。
寅蔵（とらぞう）
太一とおきんの父。棒手振りの魚屋。朝寝坊と酒が好き。
お秀（おひで）
古着の繕いや洗い張りなどの仕事で、一人娘のおかよを育てている。
辰吉（たつきち）
生業は天道ぼし（路上に広げた筵に古道具を並べて売る商い）。お秀に気がある。
おたつ
辰吉の母。おたつ婆さん。
鹿蔵（しかぞう）
笙之介の隣に住んでいる。おしかと夫婦二人で青物の振り売りをしている。
おしか
鹿蔵の女房。青物を漬物にして、鹿蔵と一緒に振り売りをしている。

書物問屋「村田屋」
村田屋 治兵衛（むらたや じへえ）
書物問屋「村田屋」の貸本部門担当、貸本屋「村田屋」の主人。笙之介に写本などの仕事を持ってきてくれる。
帚三（ほうぞう）
貸本屋「村田屋」の老番頭。
村田屋 興兵衛（むらたや こうべえ）
書物問屋「村田屋」の主人。治兵衛の兄。

仕立屋「和田屋」
和香（わか）
「和田屋」の娘。
鼎（かなえ）
「和田屋」のお内儀（おかみ）。「和香」の母。
おつた
「和田家」の女中頭。「和香」の守役。辰年生まれの大女。

川船宿「川扇（かわせん）」
梨枝（りえ）
「川扇」の女将。東谷の想い人。笙之介の江戸の母のような存在。
晋介（しんすけ）
「川扇」の料理人。
おまき
「川扇」の女中。

貸席「三河屋」
三河屋 重右衛門（みかわや じゅうえもん）
「三河屋」の主人。
勝枝（かつえ）
「三河屋」のお内儀。
お吉（おきち）
「三河屋」の一人娘。
おせん
「三河屋」の「お吉」付きの女中。
お雪（おゆき）
「三河屋」の元女中。

その他
武部 権左右衛門（ぶべ ごんざえもん）
手習所の師匠で浪人。子供たちがつけたあだ名は「赤鬼」。5人の子持ち。笊と言われるほど酒が強い。
聡美（さとみ）
武部権左右衛門の妻。
六助（ろくすけ）
通り名 勝六（しょうろく） 筆墨硯問屋「勝文堂（しょうぶんどう）」の手代。笙之介の長屋によく顔を出す。
金太（きんた）
筆墨硯問屋「勝文堂」の手代。
井垣 松三郎（いがき しょうざぶろう）
代書屋。還暦を過ぎたくらいの歳の御家人くずれ。井垣の先生。
お陸（おりく）
井垣松三郎の妻。
貫太郎（かんたろう）
鰻屋「とね以（とねい）」の主人。
お道（おみち）
貫太郎の女房。
長堀 金吾郎（ながほり きんごろう）
奥州三八藩（おうしゅう みやのはん）の御用掛。
志津江（しづえ）
小唄の師匠。
伝次郎（でんじろう）
船頭。
三益 兵庫（みます ひょうご）
行き倒れの浪人。
押込 御免郎（おしこみ ごめんろう）
読み物の作者で浪人者。

## テレビドラマ
2014年1月1日19時20分 - 20時48分に、NHK総合の正月時代劇で放送された。主演は玉木宏。
NHKのテレビドラマでは初めてとなる、フルハイビジョンの4倍の解像度のフル4Kで制作され、現行のハイビジョンに変換して放送。下方変換の無い放送も4年後の2018年12月、スーパーハイビジョンチャンネル開局後に4K局で行われた。

### キャスト
- 古橋 笙之介 - 玉木宏
- 和香 - 貫地谷しほり
- 古橋 勝之介 - 橋本さとし
- 太一 - 鏑木海智
- お秀 - 大路恵美
- おたつ - 小柳友貴美
- 鹿蔵 - 遠山俊也
- おしか - 水木薫
- おかよ - 小川智彩葵
- かなえ - 萬田久子
- 村田屋 治兵衛 - 六角精児
- 代書屋 - 武井壮
- 代書屋 - 螢雪次朗
- 古橋 里江 - 市毛良枝
- 古橋 宗左右衛門 - 桂文珍
- 梨枝 - 高島礼子
- 押込 御免郎 - 風間杜夫
- 坂崎 重秀 - 北大路欣也

### スタッフ
- 原作 - 宮部みゆき
- 脚本 - 大森美香
- 音楽 - 佐藤直紀
- 語り - 檀ふみ
- 演出 - 片岡敬司
- 時代考証 - 大石学
- 医事指導 - 冨田泰彦
- 殺陣指導 - 久世浩
- 所作指導 - 橘芳慧
- 書道指導 - 望月暁云
- 書道指導補 - 鈴木暁昇
- 制作統括 - 佐野元彦、原林麻奈
- 技術協力 - NHKメディアテクノロジー
- 美術協力 - NHKアート
- 制作 - NHKエンタープライズ

### ロケ地
- 佐倉市武家屋敷 - 古橋宗左右衛門邸[6]
- 彦根市 彦根城 - 上総国搗根城[7]
- 近江八幡市 八幡堀[8]
- 彦根市 玄宮園[7][8]